# Pompás ökörszem
A pompás ökörszem (Campylorhynchus rufinucha) a madarak osztályának verébalakúak (Passeriformes) rendjébe és az ökörszemfélék (Troglodytidae) családjába tartozó faj.

## Rendszerezése
A fajt René Primevère Lesson francia ornitológus írta le 1838-ban, a Picolaptes nembe Picolaptes rufinucha néven.

## Előfordulása
Mexikó délkeleti részén honos. Természetes élőhelyei a szubtrópusi vagy trópusi síkvidéki esőerdők, mangroveerdők és cserjések. Állandó, nem vonuló faj.

## Megjelenése
Testhossza 19 centiméter.

## Természetvédelmi helyzete
Az elterjedési területe kicsi, egyedszáma viszont stabil. A Természetvédelmi Világszövetség Vörös listáján nem fenyegetett fajként szerepel.